# Aspilapteryx grypota
Aspilapteryx grypota är en fjärilsart som först beskrevs av Edward Meyrick 1914.  Aspilapteryx grypota ingår i släktet Aspilapteryx och familjen styltmalar. Inga underarter finns listade i Catalogue of Life.